# Calamus (planta)
Para el cálamo, ver Acorus
Calamus es un género de plantas de la familia Arecaceae. Hay muchos géneros conocidos como palmeras ratán.
Existen unas 325 especies de este género, todas ellas con una distribución paleotropical. Los tallos pueden crecer hasta los 200 metros de longitud.
Calamus australis es conocida como la "cabellera de Mary".

## Distribución
Se encuentran principalmente en el Sudeste de Asia.  La mayor diversidad se encuentra en los bosques del oeste de Malasia.

## Taxonomía
El género  fue descrito por Carlos Linneo y publicado en Species Plantarum 1: 325. 1753. La especie tipo es: Calamus rotang
Etimología
Calamus: nombre genérico que deriva del griego calamos = caña, en referencia al parecido con los delgados tallos del bambú.

## Especiesseleccionadas
- Calamus adspersus
- Calamus australis Mart.[5]
- Calamus caryotoides Mart.[5]
- Calamus compsostachys
- Calamus egregius
- Calamus gibbsianus
- Calamus hollrungii Becc.[5]
- Calamus merrillii Becc. - Palalan de Filipinas[6]
- Calamus moti F.M.Bailey[5]
- Calamus muelleri H.Wendl.[5]
- Calamus obovoideus
- Calamus radicalis H.Wendl. & Drude[5]
- Calamus rotang
- Calamus suaveolens W.J.Baker & J. Dransf.[5]
- Calamus usitatus Blanco - Yantoc de Filipinas[6]
- Calamus wailong
- Calamus warburgii K.Schum.[5]
- Calamus zeylanicus